# Mariano Gálvez
José Felipe Mariano Gálvez (Città del Guatemala, 1790 – Città del Messico, 29 marzo 1862) è stato un politico guatemalteco.
Fu eletto Capo di Stato del Guatemala, all'epoca parte della Repubblica Federale del Centro America, nell'agosto del 1831. Di tendenze liberali, governò durante un'epidemia di colera e fu avversario dei conservatori, fra cui gli ordini religiosi della Chiesa cattolica e gli aristocratici di Città del Guatemala. Firmò il trattato con cui cedette il Belize all'Inghilterra. Fu costretto alle dimissioni nel 1838. 
Si impegnò nell'istituzione di scuole di stato, nella soppressione di feste religiose, nella fondazione del Museo Nazionale. Promosse il codice di Livingston — tradotto in spagnolo dal liberale José Francisco Barrundia y Cepeda — che stabiliva il sistema penitenziario nazionale e la giuria popolare nei tribunali. Introdusse la legge del divorzio in Guatemala. Tutte queste repentine novità non furono accolte bene dal popolo guatemalteco, in parte perché introdotte senza alcuna gradualità in parte perché erano state trasferite di peso dagli Stati Uniti, il cui contesto sociale era radicalmente diverso.

## Biografia
L'origine di Gálvez è ignota, perché da trovatello fu abbandonato in un cesto davanti alla casa del sacerdote Toribio Carvajal, che lo portò nell'agiata famiglia di donna Gertrudis de Gálvez, che lo adottò, gli diede il proprio cognome e lo fece studiare. Si calcola che possa essere nato dal 29 agosto 1790 al 26 maggio 1794, ma non è possibile risalire alla data esatta. Studiò dapprima al Colegio San José de los Infantes e poi compì gli studi universitari alla Real y Pontificia Universidad de San Carlos Borromeo, presso cui si laureò il 16 dicembre 1819. Il suo nome incominciò a circolare negli ambienti politici prima della firma della dichiarazione di indipendenza del 15 settembre 1821.
Durante i primi anni dell'indipendenza, Gálvez fu vicino al Partito Conservatore, e fu persino uno degli entusiasti sostenitori dell'annessione del Centro America al Messico. Ma in seguito si unì ai liberali e ne divenne un esponente di spicco. Manuel José Arce, invidioso di Gálvez, tentò di inviarlo in missioni diplomatiche all'estero, ma Gálvez riuscì sempre a evitare questa forma di esilio.
All'epoca si contendevano il potere due partiti, Conservatore e Liberale. Il primo aveva come riferimento i commercianti meticci di antica data, che durante il periodo coloniale si erano dedicati al commercio con la Spagna, risiedevano per lo più a Città del Guatemala ed erano invisi agli agricoltori, poiché potevano fissare il prezzo dei prodotti agricoli e gli ordini religiosi, fra i quali i principali erano i domenicani, i mercedari e i francescani. Il secondo aveva come riferimento contadini meticci di antica data, che possedevano latifondi a Totonicapán, Quetzaltenango, Huehuetenango e negli attuali stati dell'Honduras, di El Salvador, del Nicaragua e della Costa Rica e consideravano i guatemaltechi degli sfruttatori.
Dopo l'elezione di Francisco Morazán a presidente della Federazione del Centro America nel 1830, l'Assemblea Nazionale del Guatemala indisse le elezioni per lo Stato del Guatemala, in cui vinse José Francisco Barrundia. Tuttavia questi non accettò l'elezione in quanto era già impegnato come senatore nell'Assemblea. A questo punto, il 24 agosto 1831 l'Assemblea elesse Mariano Gálvez come Capo di Stato del Guatemala; al suo rifiuto, fu però obbligato dall'Assemblea ad accettare.

### La presidenza

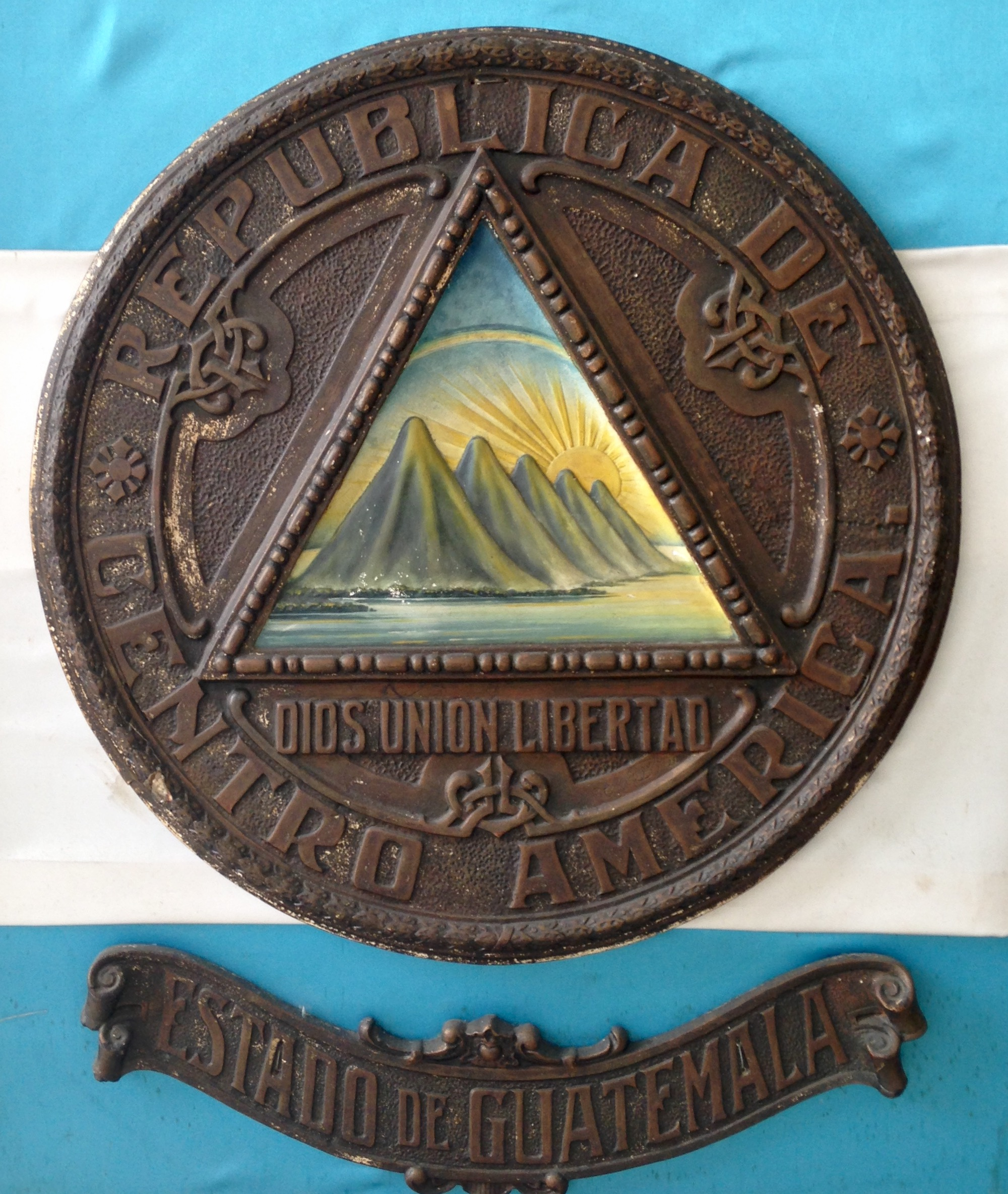
Scudo dello Stato del Guatemala nel 1832
Biblioteca Nacional de Guatemala

Dopo la sua elezione Mariano Gálvez ricevette pressioni affinché assumesse l'incarico il più presto possibile e fu investito dalla guida dello Stato con un semplice atto il 28 agosto 1831, e il suo mandato si sarebbe concluso nel 1835. Realizzò riforme radicali in quasi tutti i settori dell'amministrazione governativa. Al termine del suo mandato Gálvez fu rieletto, ma declinò l'incarico. Si tennero allora nuove elezioni in cui risultò nuovamente vincitore e Gálvez assunse il potere, ma non riuscì a terminare il mandato per una rivolta conservatrice contro di lui.
Durante il governo di Mariano Gálvez si adottarono politiche liberali e per la prima volta si mise in pratica la separazione tra la Chiesa e lo stato. Gálvez applicò la censura della corrispondenza, si confiscarono fondi e proprietà. In quanto antagonista dei privilegi del partito conservatore, Gálvez espulse l'arcivescovo Ramón Casaús y Torres e nel 1832, ordinò la soppressione dei tributi alla Chiesa, eliminò gran parte delle festività religiose, autorizzò il matrimonio civile e legalizzò il divorzio. Curiosamente lo stesso Mariano Gálvez aveva una figlia monaca, alla cui vocazione non si oppose e, prima di assumere la presidenza, aveva sempre corrisposto volentieri le decime. Gálvez abolì i privilegi della Chiesa Cattolica non por questioni religiose, ma per ragioni puramente politiche: con meno festività aumentava la produttività e con la soppressione delle decime obbligatorie assicurava maggiori introiti per l'erario pubblico; gli ordini religiosi erano i principali proprietari terrieri, mentre il clero secolare che dipendeva dall'arcivescovo beneficiava delle decime obbligatorie. L'eliminazione dei privilegi colpiva il potere dei suoi avversari politici.

### Istruzione
Per quello che concerne l'istruzione, Gálvez volle riformare il sistema educativo del Guatemala, e incominciò a sperimentare il famoso sistema lancasteriano, ritenuto allora ottimo, che prevedeva che il maestro si avvalesse dell'aiuto degli alunni migliori. Si istituirono borse di studio, in particolare a vantaggio degli scolari indigeni. Si ordinò l'istituzione di una scuola di mineralogia, la creazione del Museo Nazionale, di una scuola femminile, e della prima scuola magistrale. Infine, fu fondata l'Accademia Nazionale delle Scienze, che venne a colmare il vuoto educativo lasciato dalla chiusura della Real y Pontificia Universidad de San Carlos Borromeo, causata dall'espulsione degli ordini religiosi dopo la sconfitta del partito conservatore.

### La caduta del suo governo
24 febbraio 1838,
-A.L.-M. Gálvez.»
()

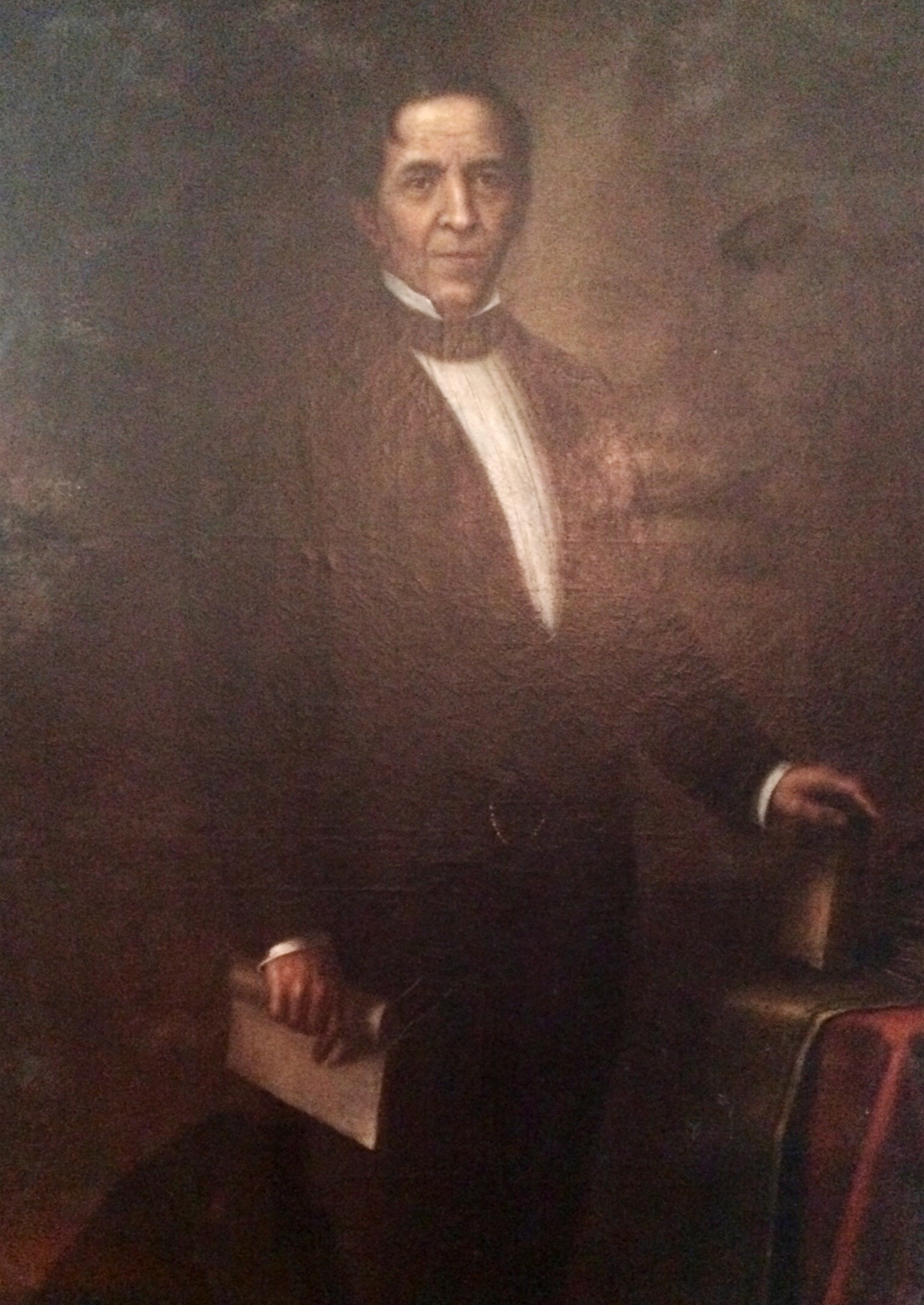
Mariano Gálvez durante la sua presidenza
Museo Nacional de Historia de Guatemala

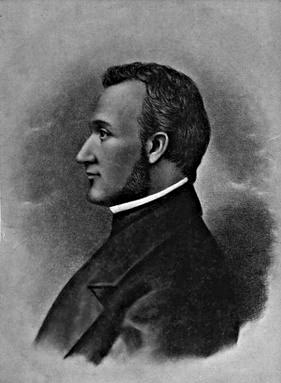
Il generale Francisco Morazán, presidente della Federazione del Centro America nel 1838.

Nel febbraio del 1837 il Centro America fu teatro di una serie di vicende drammatiche, che incendiarono una rivolta che terminò con la fine della Federazione. Un'epidemia di colera si abbatté sul Guatemala causando circa 1 000 morti e 3 000 infetti. L'epidemia colpì specialmente i poveri e gli indigeni degli altipiani e si propagò rapidamente. Il governo di Gálvez, con la speranza di alleviare la situazione, inviò i medici disponibili, le infermiere, gli studenti di medicina e i farmaci, ma tutte queste misure non bastarono, perché gli indigeni continuavano a morire e non si fidavano delle medicine del governo. 
Gli indigeni del distretto di Mita era scontento per il nuovo sistema di giurie popolari per loro incomprensibile che li obbligava a svolgere la mansione di giurati lontano da casa senza ricevere compensi né indennizzi.Si diffuse allora la voce che il governo avesse avvelenato fiumi e torrenti con il proposito di sterminare la popolazione indigena. Inoltre provocò malcontento una recente concessione di terreni di Verapaz fatta a Michael Bennett, che era il rappresentante del presidente federale Francisco Morazán nei suoi commerci di mogano. A giugno, Santa Rosa de Mita si levò in armi e dal paese di Mataquescuintla emerse il nuovo capopopolo Rafael Carrera y Turcios. Carrera non era analfabeta, come vollero screditarlo i liberali — anzi aveva anche una buona calligrafia—, ma un uomo molto religioso, che radunò truppe nelle montagne, sicché la guerriglia che seguì prese il nome di Ribellione della Montagna.
Gli scontri avevano preso la forma di una guerra santa, in cui i parroci arringavano i contadini a difendere i diritti della santa religione e a combattere gli atei liberali; lo stesso Carrera aveva ricevuto la sua istruzione dal parroco di Mataquescuintla, che gli aveva mostrato la vessazioni che la Chiesa soffriva per le politiche anticlericali perpetrate dai liberali. Altro fattore influente nella rivolta furono le concessioni che il governo federale del liberale Francisco Morazán fece agli inglesi, chiamati eretici perché protestanti: in Guatemala il Belize e la tenuta di San Jerónimo, la proprietà migliore fra quelle che i liberali avevano confiscato ai domenicani nel 1829; mentre il contrabbando di articoli inglesi provenienti dal Belize stava impoverendo gli artigiani guatemaltechi, che si unirono alla rivolta di Carrera.
Per arrestare i violenti attacchi della guerriglia contadina, Gálvez approvò e poi lodò la politica della terra bruciata contro i paesi dei rivoltosi; ciò spinse vari esponenti del suo stesso partito a chiedergli di abbandonare questa tattica che contribuiva soltanto a fomentare la rivolta. All'inizio del 1838, José Francisco Barrundia y Cepeda, liberale guatemalteco deluso dalla gestione di Gálvez per le sue atrocità, manovrò per portare la capitale dalla parte di Carrera, per combattere Gálvez. La situazione del Guatemala era insostenibile: l'economia era paralizzata por la poca sicurezza delle strade e gli stessi liberali arrivarono al punto di negoziare con Carrera perché la rivolta cessasse. Gálvez si sospese dalle sue funzioni il 31 gennaio 1838 dinanzi all'esercito dei rivoltosi comandato da Rafael Carrera, che entrò nella capitale con una forza di 10000-12000 uomini, d'accordo con il liberale José Francisco Barrundia y Cepeda.
Le truppe vittoriose di Carrera, al grido di «¡Viva la religión!» e «¡Fuera los herejes extranjeros!» e costituite principalmente da contadini armati alla meglio, si impadronirono della capitale e la saccheggiarono, danneggiando gli edifici pubblici che erano espressione del governo liberale, e non si placarono finché il decano della cattedrale, Antonio de Larrazábal y Arrivillaga, fu obbligato da Carrera ad aprire le porte del tempio, che erano rimaste chiuse dal 1829.
Il 2 marzo 1838 l'Assemblea all'unanimità accettò la sospensione di Gálvez dalle sue funzioni, e si iniziò un periodo di incertezza in Guatemala, di cui si avvantaggiò Rafael Carrera. Morazán giunse a Città del Guatemala quando Gálvez si era già sospeso e l'Assemblea lo investì di pieni poteri per combattere Rafael Carrera, offrendogli anche la presidenza vitalizia, che Morazán rifiutò, perché contraria ai suoi principi liberali. Gálvez non aveva rinunciato e restò nella sua casa di Città del Guatemala, da dove assisteva al naufragio dei suoi sforzi. Legalmente era lui il Capo dello Stato e Valenzuela era solo il presidente ad interim durante il periodo di sospensione. Quando i liberali perdettero il controllo della situazione, Gálvez rinunciò definitivamente.

### Esilio in Messico
Dopo l'improvvisa presa della capitale da parte di Carrera, Gálvez decise di abbandonare la città e di dirigersi a Quetzaltenango, dove non era il benvenuto e dovette continuare la fuga; arrivò in Messico, dove si stabilì definitivamente.
La sua vita in Messico fu splendida: esercitò l'avvocatura con onorari considerevoli; sostenne anche un caso per la legazione inglese, che gli valse riconoscimenti da parte di Sua Maestà Britannica. Si sentì così ben accolto in Messico che finì per trasferirvi la famiglia e non fece mai più ritorno in Guatemala.

### Morte
Morì tranquillamente a Città del Messico il 29 marzo 1862 e fu sepolto nel Cimitero di San Fernando. Prima di morire, Gálvez ripeté la famosa frase di Scipione l'Africano: «Patria ingrata: no possiederai i miei resti». Ciò nonostante, nel 1920 il governo di Carlos Herrera dispose il rimpatrio della salma, che fu traslata nella vecchia scuola della facoltà di giurisprudenza dell'Universidad de San Carlos.